# Jean de Florette
Jean de Florette è un film del 1986 diretto da Claude Berri. Ha un seguito nel film Manon delle sorgenti.

## Trama
A metà degli anni 20 del Novecento, in un piccolo villaggio della Provenza perso nella macchia, Les Bastides Blanches, Ugolino torna dalla guerra. Questo giovane agricoltore ha un sogno: fare fortuna con la coltivazione dei garofani. Suo zio, César Soubeyran, detto "Papet" è un vecchio scapolo, è disperato perché vorrebbe che il nipote si sposasse: potrebbe così trasmettere il suo nome, essendo, quest'ultimo, l'unico erede. Affinché il progetto abbia successo, devono trovare un terreno che abbia una fonte, cosa estremamente preziosa per qualsiasi coltivazione. La scelta cade sul terreno "Dei rosmarini". Papet fa un'offerta al proprietario, Camoins Marius soprannominato "Pique-Bouffigue", per acquistare la fattoria. Mentre stanno discutendo, iniziano a litigare e il Bouffigue, gettato a terra dal Papet, muore battendo la testa su una pietra. 
Per acquistare l'azienda agricola e il campo ad un basso prezzo, Ugolino e Papet decidono di chiudere la fonte con il cemento. Senza acqua infatti la proprietà varrebbe molto meno. L'azienda sembrerebbe disponibile, ma l'erede di Bouffigue, un giovane di nome Jean Cadoret, viene dalla città (dov'era esattore delle tasse) con la moglie e una figlia di nome Manon. È il figlio di un'ex abitante del paese Les Bastides, Florette Camoins, sorella di Bouffigue, a lungo corteggiata dallo stesso Papet, a cui aveva preferito Lionel Cadoret, fabbro del villaggio vicino. Jean è un idealista arrivato in Provenza per condurre la vita di un contadino prospero e in armonia con la natura. Papet spinge il nipote Ugolino a coltivare l'amicizia col nuovo arrivato per controllarlo meglio, cercandi di farlo fallire e manovrando le circostanze affinché nessuno del villaggio gli riveli l'esistenza della sorgente sulla sua terra.
Dopo un'iniziale preoccupazione, Jean Cadoret si troverebbe bene nella sua nuova vita, se non fosse per la siccità e gli imbrogli dei due Soubeyran che lo fanno quasi fallire. Jean, in cerca di acqua per il suo campo, muore mentre manipola della dinamite. Il Papet e Ugolino quindi possono diventare proprietari del terreno dei rosmarini, rilevandolo dalla vedova. Eccitati dal trionfo, non attendono nemmeno che la vedova e la figlia di Jean de Florette se ne vadano dal paese per correre al campo e riaprire la fonte. Non si rendono conto però che la piccola Manon li vede, prima di fuggire in preda al panico...

## Riconoscimenti
- 1988 - Golden Globe
  - Candidatura Miglior film straniero (Francia)
- 1987 - Premio César
  - Miglior attore protagonista a Daniel Auteuil
  - Candidatura Miglior film a Claude Berri
  - Candidatura Migliore regia a Claude Berri
  - Candidatura Migliore adattamento a Gérard Brach e Claude Berri
  - Candidatura Migliore scenografia a Richard Peduzzi e Olivier Radot
  - Candidatura Miglior colonna sonora a Jean-Claude Petit
  - Candidatura Miglior sonoro a Pierre Gamet, Laurent Quaglio e Dominique Hennequin
  - Candidatura Miglior manifesto a Michel Jouin
- 1987 - National Board of Review Awards
  - Miglior film straniero (Francia)
- 1988 - Premio BAFTA
  - Miglior film internazionale
  - Miglior sceneggiatura non originale a Gérard Brach e Claude Berri
  - Miglior attore non protagonista a Daniel Auteuil
  - Migliore fotografia a Bruno Nuytten
  - Candidatura Miglior film straniero (Francia)
  - Candidatura Miglior regista a Claude Berri
  - Candidatura Miglior attore protagonista a Gérard Depardieu
  - Candidatura Miglior attore protagonista a Yves Montand
  - Candidatura Migliore scenografia a Bernard Vezat
  - Candidatura Miglior trucco a Jean-Pierre Eychenne